# Тырское сельское поселение
Ты́рское се́льское поселе́ние — сельское поселение в Ульчском районе Хабаровского края. Административный центр - посёлок сельского типа Тыр, также включает в себя село Белоглинка.

## Население
| 2010 | 2011 | 2012 | 2013 | 2014 | 2015 | 2016 |
| ---- | ---- | ---- | ---- | ---- | ---- | ---- |
| 725  | ↘720 | ↘715 | ↘706 | ↘673 | ↘663 | ↘661 |
| 2017 | 2018 | 2019 | 2020 | 2021 |      |      |
| ↘639 | ↘621 | ↘600 | ↘551 | ↘532 |      |      |